# Burt Lancaster
Burt Lancaster, celým jménem Burton Stephen Lancaster (2. listopadu 1913 New York, New York, USA – 20. října 1994 Los Angeles, Kalifornie), byl americký artista, herec, moderátor, filmový režisér, producent a politický aktivista.

## Život

### Mládí

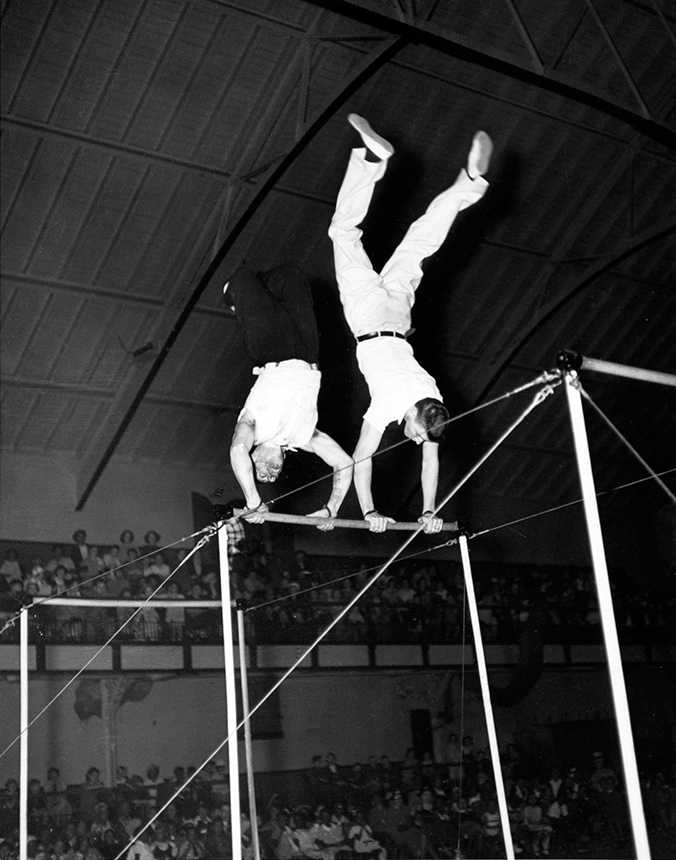
Lancaster (vpravo) a Nick Cravat při předvádění dovedností na hrazdě

Pocházel z chudé newyorské rodiny pošťáka. Od mládí rád sportoval, byl dobrý atlet a bavila jej košíková. Dva roky studoval na univerzitě, svá studia však nedokončil. Začínal jakožto artista u cirkusu, kde sedm let vystupoval jako akrobat. Poranil si však ruku a musel tohoto povolání zanechat. Před vstupem USA do druhé světové války se po několik let živil jako obchodní cestující.
Ve válečné době působil jakožto moderátor ve válečném frontovém divadle na italské frontě. Po válce získal své první divadelní angažmá na newyorské Broadwayi.

### Filmová dráha

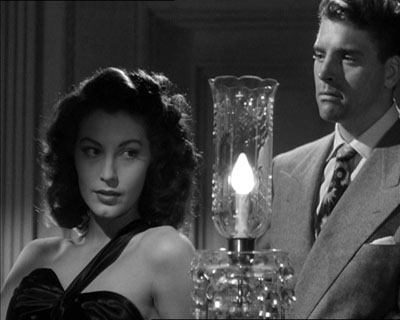
S Avou Gardner ve filmu Zabijáci (1946)

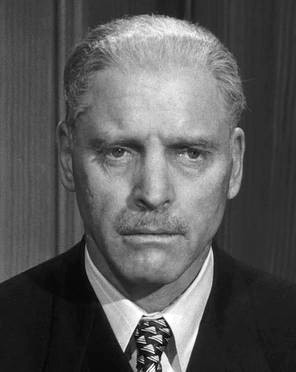
Z filmu Norimberský proces (1961)

Brzy se stal i filmovým hercem. Díky své sportovní a artistické průpravě se u filmu zpočátku uplatňoval v rolích drsných a tvrdých chlapů. Hrál v různých westernech, filmech z gangsterského a kriminálního prostředí, později i ve válečných filmech. Postupem doby se však vypracoval na velmi výrazného realistického herce a velmi dobře se uplatnil i v charakterních rolích. Ke své původní profesi artisty se vrátil ve filmu Visutá hrazda z roku 1956.
Později hrál Burt Lancaster i v několika italských filmech, z nichž nejvýznamnější je historický velkofilm režiséra Luchina Viscontiho Gepard (1963), jehož stejnojmennou románovou předlohu napsal Giuseppe Tomasi di Lampedusa a v němž Lancaster vytvořil hlavní roli knížete Saliny. Jeho dalším filmem v Itálii byl mj. snímek Rodinný portrét z roku 1974.

### Politické názory, aktivismus
Lancaster byl znám pro své liberální postoje, odmítal rasismus, podpořil mj. Pochod na Washington za práci a svobodu. Stavěl se proti politickým praktikám jako byl mccarthismus; svůj ostrý nesouhlas s válkou ve Vietnamu projevil tak, že finančně podpořil zdárnou obhajobu amerického vojáka obviněného z úmyslné sabotáže. V roce 1968 se postavil za prezidentskou kandidaturu protiválečného kandidáta senátora Eugena McCarthyho z Minnesoty, kterého podporoval během prezidentských primárek Demokratické strany. V prezidentských volbách v roce 1972 horlivě podporoval zvolení George McGoverna. V roce 1985 se zapojil do osvětové kampaně proti HIV/AIDS, jímž se nakazil i jeho blízký přítel Rock Hudson. Projevil se i v prezidentské kampani v roce 1988, kdy podpořil Michaela Dukakise.

### Posmrtné ocenění
Newyorská Filmová společnost Lincolnova centra v roce 2013 při příležitosti 100. výročí Lancasterova narození uspořádala promítání dvanácti nejlepších filmů, v nichž herec účinkoval.

### Vztah k náboženství
Lancaster vyrůstal a byl vychováván v protestantském prostředí, v dospělosti se však hlásil k ateismu..

### Zdravotní problémy, úmrtí

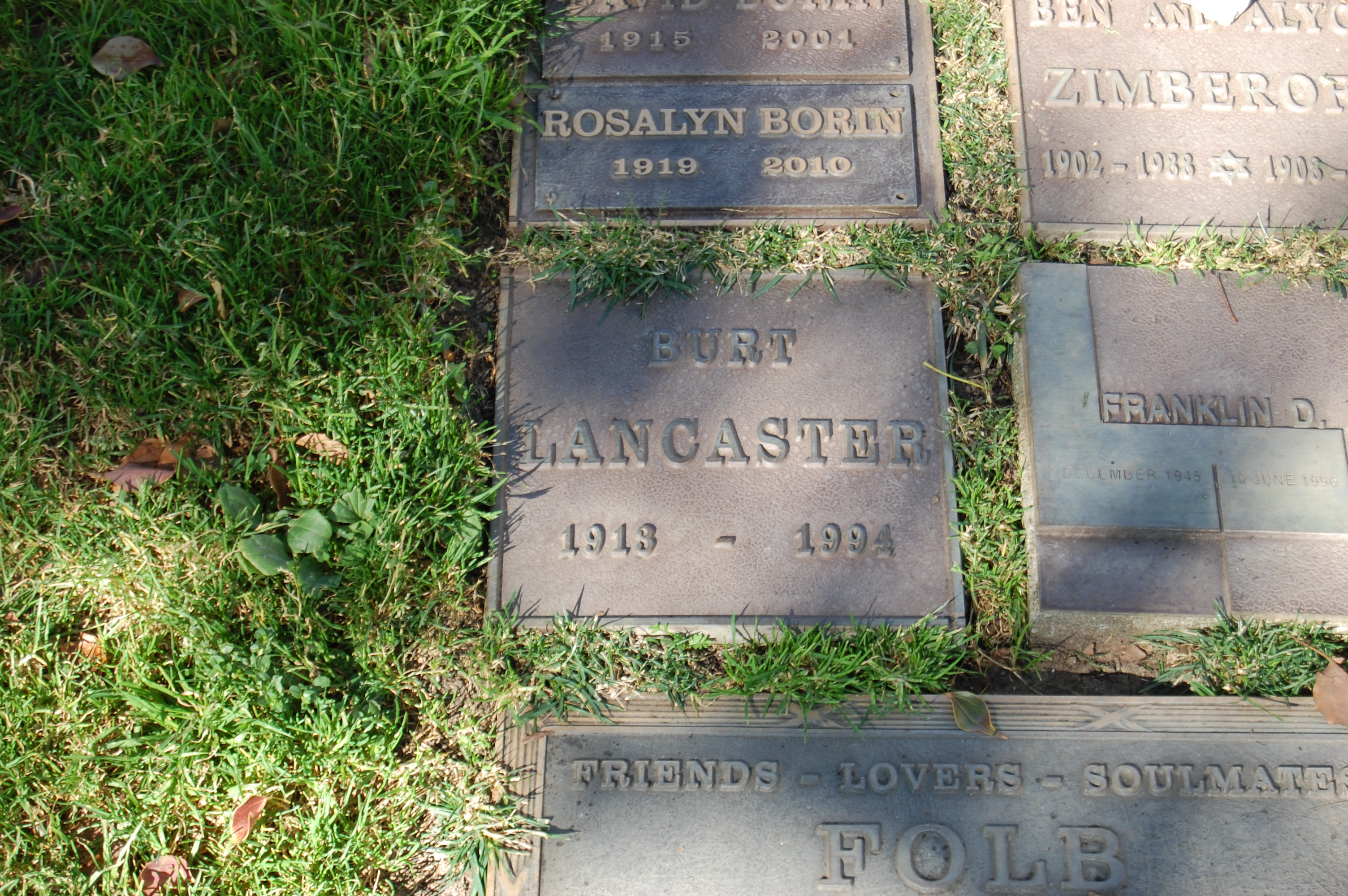
Pamětní deska Burta Lancastera ve Westwood Village Memorial Park Cemetery

S přibývajícím věkem sužovaly Lancastera stále častější zdravotní problémy, jako arteroskleróza, či onemocnění žlučníku, kvůli němuž musel v lednu 1980 podstoupit náročnou operaci. Prodělal dva mírnější infarkty a v roce 1983 mu byl voperován čtyřnásobný srdeční bypass. I poté, výrazně fyzicky oslaben, se stále věnoval herectví. Našel dost sil i na to, aby si se svými dlouholetými hereckými kolegy Jamesem Stewartem a Ginger Rogersovou našel cestu na zasedání amerického kongresu projednávající záměr mediálního magnáta Teda Turnera kolorovat černobílé filmy ze 30. a 40. let, což jmenované herecké legendy odmítaly.
Definitivní konec herecké dráhy Lancasterovi přinesla mrtvice prodělaná v listopadu 1990, v jejímž důsledku částečně ochrnul a téměř přestal mluvit. Podlehl svému třetímu infarktu, který jej zastihl 20. října 1994 v jeho apartmánu v losangeleském Century City  13 dní před jeho 81. narozeninami. Hercovy ostatky byly zpopelněny a v souladu s jeho poslední vůlí bez obřadu rozptýleny pod mohutný dub na hřbitově Westwood Memorial Park v západní části Los Angeles. Místo jeho posledního odpočinku připomíná malá pamětní deska s nápisem „BURT LANCASTER 1913–1994“.

## Filmografie, výběr
- 1990 Fantóm opery (TV film)
- 1990 Únos lodi Achille Lauro (TV film)
- 1989 Hřiště snů
- 1988 Klenotníkův obchod
- 1986 Drsní chlapi
- 1983 Místní hrdina
- 1983 Vražedný víkend / Ostermanův víkend
- 1981 Divoké kočky
- 1981 Dvě tváře války / Kůže
- 1979 Svítání Zuluů
- 1978 Jdi, řekni Spartským
- 1977 Ostrov doktora Moreaua
- 1977 Ultimátum
- 1976 Buffalo Bill a Indiáni
- 1976 Přejezd Kassandra
- 1975 Mojžíš / Mojžíš zákonodárcem (TV film)
- 1974 Půlnoční muž
- 1974 Rodinný portrét
- 1973 Štír
- 1972 Ulzanův nájezd
- 1971 Strážce zákona
- 1971 Valdez přichází
- 1970 Letiště
- 1969 Hájili jsme hrad
- 1968 Dobrý den, paní Campbellová!
- 1968 Lovci skalpů
- 1968 Plavec
- 1966 Profesionálové
- 1964 Sedm květnových dní
- 1964 Vlak
- 1963 Gepard
- 1963 Seznam Adriana Messenger
- 1962 Ptáčník z Alcatrazu
- 1961 Norimberský proces
- 1960 Co se nepromíjí / Nezničitelní / Nesmiřitelní (s Audrey Hepburnovou)
- 1959 Pekelník
- 1958 Oddělené stoly
- 1958 Pluj tiše, pluj hluboko
- 1957 Přestřelka u ohrady O.K.
- 1957 Sladká vůně úspěchu
- 1956 Obchodník s deštěm (s Katharine Hepburnovou)
- 1956 Trapéza / Visutá hrazda
- 1954 Apač
- 1953 Odtud až na věčnost
- 1952 Pirát Vallo
- 1946 Zabijáci